# Maire Männik

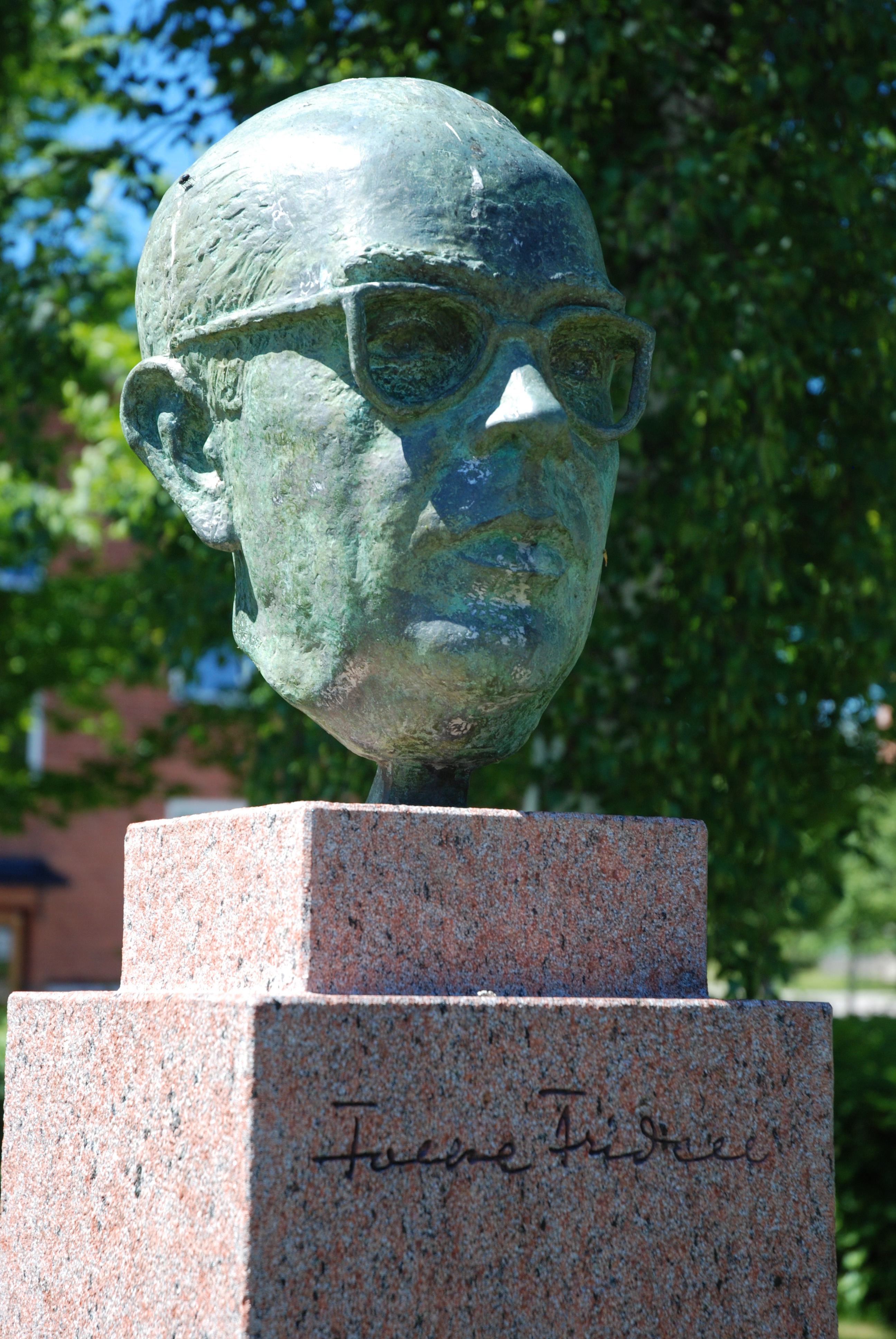
Porträtt av Folke Fridell.

Maire-Helve Männik, född  1 april 1922 i Tartu i Estland, död 5 september 2003 i Paris, var en estnisk-svensk-fransk skulptör.
Maire Männik var dotter till bokförlagsdirektören Hans Männik och läkaren Lydia Mahlstein-Männik. Männik studerade skulptur en kortare tid 1941 för Voldemar Mellik och Martin Saks och fortsatte därefter vid konsthögskolan Pallas i Tartu 1942-1944 samtidigt som hon bedrev humanistiska studier vid universitetet. Hennes planer var att fortsätta sin konstnärliga utbildning i München på konstakademin men kom istället via Berlin som flykting till Sverige 1945. Vid sidan av ett förvärvsarbete bedrev hon kvällsstudier i skulptur vid Konsthögskolan i Stockholm 1947-1952 samt pedagogik, psykologi och konsthistoria på Stockholms universitet där hon blev fil. kand. 1953 samma år som hon blev svensk medborgare. Hon reste till Paris 1953 där hon studerade en kortare tid vid École des Beaux-Arts bildhuggarskola men valde att istället studera för Ossip Zadkine vid Académie de la Grande Chaumière.
I Sverige medverkade hon i utställningen Estnisk och lettisk konst på Liljevalchs konsthall och i en utställning med utländska konstnärer på Konstnärshuset samt i utställningar med Estnisk konst i Malmö och Örebro. I Frankrike medverkade hon i en utställning för utländska konstnärer i Petit Palais och Salon dela Jeune Sculpture i Parc de Bagatelle samt i den internationella utställningen av samtida skulpturer i Rodins trädgård. Bland hennes offentliga arbeten märks bronsskulpturen L´Orchidée som numera är deponerad på Musée d´Art Moderne i Paris, Cykelmannen i Lutherparken i Gävle. Hennes konst består av porträttbyster och friskulpturer utförda i brons, gips och terrakotta.
Hon har bott och arbetat i Paris sedan 1953.

## Offentliga verk i urval
- Porträtt av Folke Fridell (1989), brons, utanför biblioteket i Ljungby
- Cykelmannen (1956), brons, Lutherparken i Gävle